# Мориц фон Липе-Браке
Мориц фон Липе-Браке (на немски: Moritz zur Lippe-Brake) от род Липе е граф на Липе-Браке.

## Биография
Роден е на 9 август 1635 година в дворец Браке в Лемго. Той е четвъртият син (от 12-те деца) на граф Ото фон Липе-Браке (1589 – 1657) и съпругата му графиня Маргарета фон Насау-Диленбург (1606 – 1661), дъщеря на граф Георг фон Насау-Диленбург (1562 – 1623) и втората му съпруга графиня Амалия фон Сайн-Витгенщайн (1585 – 1633).
Мориц фон Липе-Браке умира неженен на 4 август 1666 година в Браке на 30-годишна възраст.